# Vilhelm Andersson (arkitekt)
Vilhelm Andersson, född 20 augusti 1891 i Helsingborg, död 23 maj 1950 i Skövde, var en svensk arkitekt. 
Andersson utexaminerades från Chalmers tekniska institut 1921. Han bedrev egen arkitektverksamhet i Skövde och blev stadsarkitekt i Skövde stad 1942. Han var även stadsarkitekt i Hjo stad samt byggnadskonsulent i Töreboda köping, Karlsborg, Mölltorp samt Våmbs och Värings landskommuner. Vilhelm Andersson är begravd på Sankt Sigfrids kyrkogård i Skövde.